# Борич (бан)
Борич (серб. Борић) — первый бан Боснии, чьё имя сохранилось в исторических документах.

## Биография
По вычислениям сербского историка Владимира Чоровича (Владимир Ћоровић), Борич родился в 1125 г. Его отцом был славонский жупан Берислав.
Согласно византийским хроникам (Иоанна Кинама и др.), когда в 1154 году Белош (венгерский палатин и хорватский бан) повёл войска, чтобы атаковать византийцев в Браничево, то к нему в качестве союзника присоединился боснийский бан Борич. В награду Борич получил от венгров Усору и Соли.
Известно, что брат Борича — Доминич — был рыцарем-тамплиером и участвовал во Втором крестовом походе. В 1163 году Борич наделил тамплиеров и госпитальеров собственностью в Славонии.
В 1162 году умер венгерский король Геза II, и началась борьба за венгерский трон между его наследниками. Ласло прибег к помощи Византии, и Борич, опасаясь роста влияния Византии на Балканах, поддержал противную партию. В 1164 году византийский император Мануил I Комнин начал войну за наследство Белы (сына покойного Гезы II, содержавшегося в Константинополе в качестве заложника); из исторических хроник известно, что в 1167 году Борич оказывал поддержку венгерской армии. Тем не менее, византийцы отвоевали Боснию у венгров.

## Семья
Борич был женат на Лавице, дочери князя Вукимира Воиславлевича. Известно, что у них были сыновья Павле и Степан. Более поздние источники приписывают им и других детей, благодаря чему оказалось возможным вывести от Борича генеалогию последующих банов Боснии.